# بوآ-ده-فیلیون، کبک
بوآ-ده-فیلیون (به فرانسوی: Bois-des-Filion) شهرکی در منطقه شهری ترز-دو-بلنویل ناحیه لورانتید در استان کبک کانادا است. در سرشماری سال ۲۰۱۱ این شهرک ۸٬۲۳۷ نفر جمعیت داشته‌است و مساحت آن ۴٫۳۴ کیلومتر مربع است.